# Parafia św. Katarzyny w Lubominie
Parafia Świętej Katarzyny w Lubominie – rzymskokatolicka parafia w Lubominie, należąca do archidiecezji warmińskiej i dekanatu Orneta.
Została utworzona przed 1308.